# Park Narodowy Cajas
Park Narodowy Cajas (hiszp. Parque nacional Cajas) – park narodowy w Ekwadorze położony w prowincji Azuay. Został utworzony 5 listopada 1996 roku na bazie istniejącego od 1977 roku rezerwatu przyrody o tej samej nazwie. Zajmuje obszar 285,44 km². Od 2002 roku jest wpisany na listę konwencji ramsarskiej. W 2008 roku został zakwalifikowany przez BirdLife International jako ostoja ptaków IBA. Od 2013 roku jest główną częścią rezerwatu biosfery UNESCO o nazwie „Macizo del Cajas”.

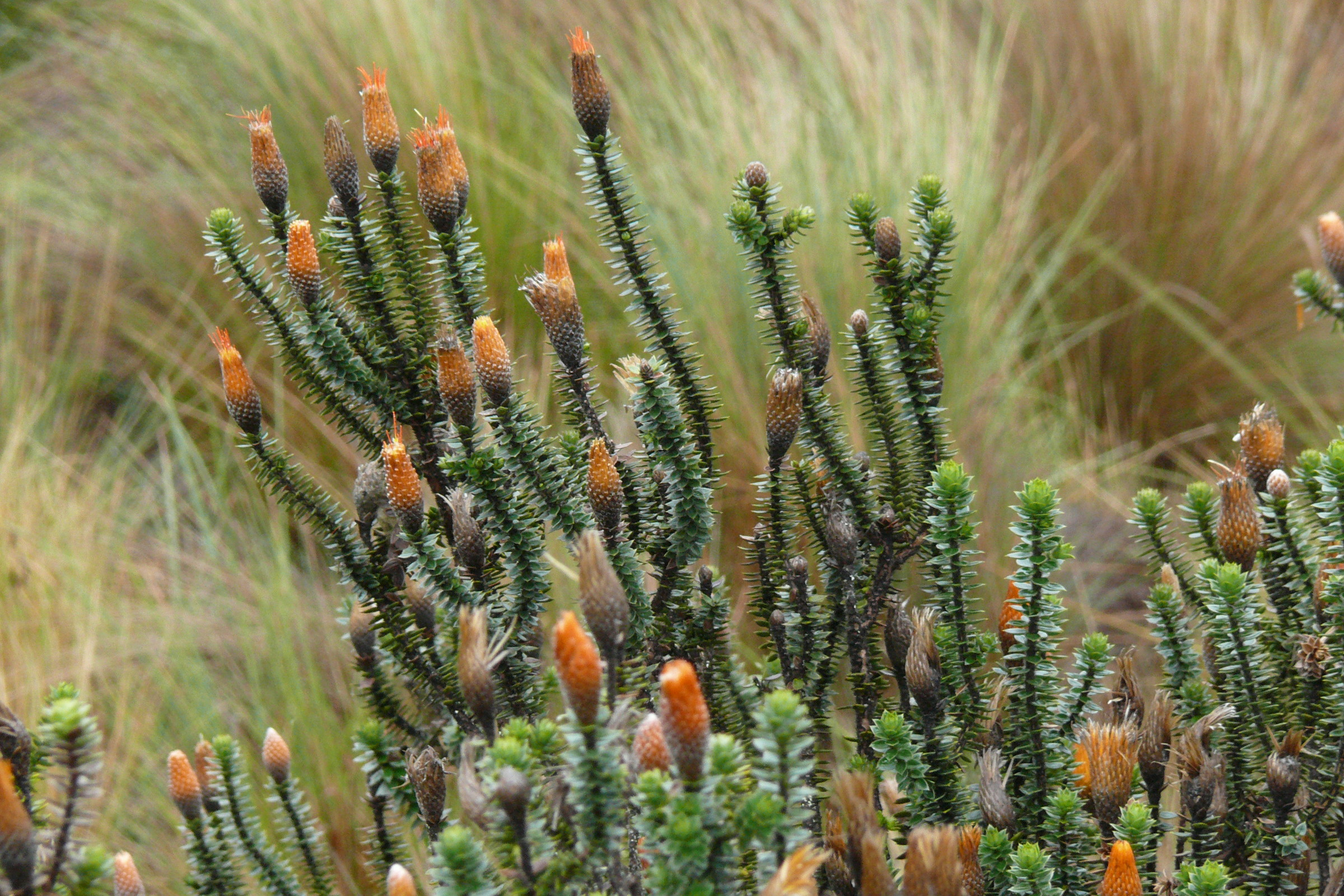
Narażona na wyginięcie Chuquiraga jussieui

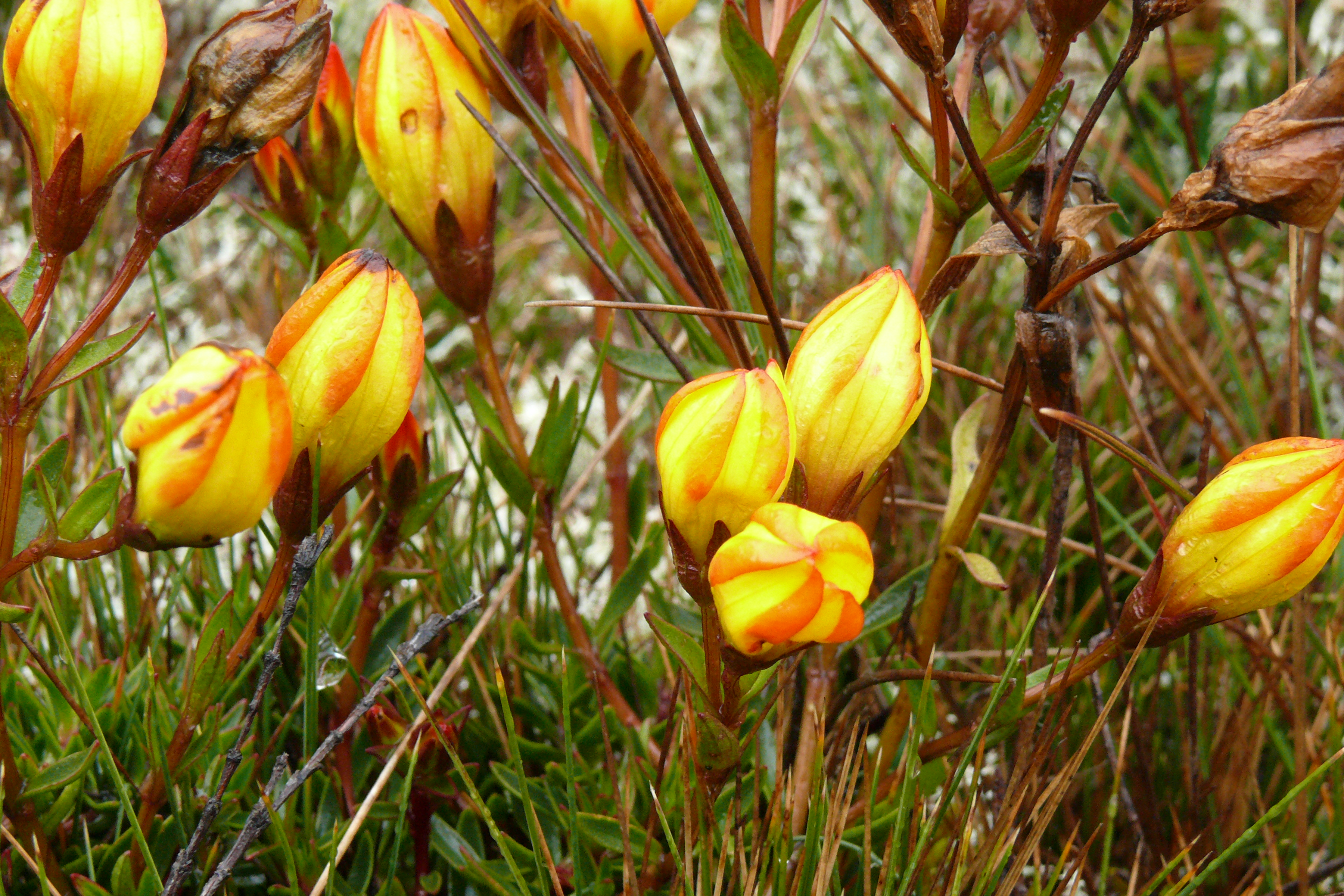
Zagrożona wyginięciem Gentianella hirculus

## Opis
Park znajduje się na zachodnich zboczach Andów na wysokościach od 3152 do 4445 m n.p.m. Istnieje tu 786 jezior pochodzenia lodowcowego, w większości ze sobą połączonych, z czego 165 ma powierzchnię powyżej 1 ha. Znajdują się tu źródła głównych dopływów rzek Tomebamba, Mazán, Yanuncay i Migüir. Występują też mokradła. Najniżej położoną część parku pokrywa tropikalny wilgotny las górski (do wysokości 3000 m n.p.m.). Wyżej występuje las mglisty i paramo. 
Temperatura w parku waha się od -2 °C do +18 °C, a opady od 1000 do 2000 mm rocznie.

## Flora
Szacuje się, że w parku istnieje około 600 roślin naczyniowych. Największą część parku zajmuje páramo, gdzie występują zagajniki komosy ryżowej. Rośnie tu też m.in.: zagrożony wyginięciem (EN) Gentianella hirculus i narażony na wyginięcie (VU) Chuquiraga jussieui. Na niżej położonych terenach parku, w tropikalnym wilgotnym lesie górskim, rośnie m.in.: zagrożony wyginięciem (EN) Podocarpus sprucei i narażony na wyginięcie (VU) Berberis pindilicensis.

## Fauna
W parku odnotowano 43 gatunki ssaków, 157 gatunków ptaków (w tym 24 gatunki kolibrów), 17 gatunków płazów i 4 gatunki gadów.
Ssaki to narażone na wyginięcie (VU) andoniedźwiedź okularowy, bawełniak ekwadorski i mazama karłowata, a także m.in.: puma płowa, pudu północny, koendu włochaty i występujący tylko w Parku Narodowym Cajas gryzoń Chibchanomys orcesi.
Ptaki występujące w parku to zagrożony wyginięciem (EN) metalik fioletowogardły, narażony na wyginięcie (VU) kondor wielki, a także m.in.: prostodziobek wielki, niebieszczek, andotukan niebieski, złotopiórka, karakara kreskowana.